# کیشاون دیویس
کیشاون دیویس (انگلیسی: Keyshawn Davis؛ زادهٔ ۲۸ فوریهٔ ۱۹۹۹) بوکسور اهل ایالات متحده آمریکا است.